# U 4 (U-Boot, 1909–1919)
U 4 war ein U-Boot, das für die deutsche Kaiserliche Marine gebaut wurde.

## Bau und Indienststellung
Das Zweihüllenboot war ein Amtsentwurf und für den Einsatz in der Hochsee konzipiert. U 4 wurde von der Kaiserlichen Werft Danzig gebaut. Der Stapellauf erfolgte am 18. Mai 1909 und am 1. Juli 1909 wurde es, unter dem Kommando von Kapitänleutnant Lützow, in Dienst gestellt. U 4 war ein sogenanntes Zweihüllenboot und als Hochseeboot konzipiert.

## Technik
Das U-Boot war 51,28 m lang, 3,8 m breit und hatte einen Tiefgang von 2,9 m sowie eine Verdrängung von 421 Tonnen über und 510 Tonnen unter Wasser. Die Besatzung bestand aus 19 Mann, wovon drei Offiziere waren. Es waren zwei Körting Petroleummotoren mit Sechszylinder-Zweitakt und 441 kW (600 PS) eingebaut, andere Quellen gehen von einem Achtzylinder-Zweitakt-Petroleummotor aus. Für die Unterwasserfahrt war ein SSW-Elektromotor eingebaut, welcher eine Leistung von 758 kW (1030 PS) hatte. Somit wurden über Wasser Höchstgeschwindigkeiten von 11,5 kn und unter Wasser von 9,5 kn erreicht. Der Aktionsradius betrug bis zu 3.000 NM bei Überwasserfahrt. Bei getauchter Fahrt mit 4,5 kn wurden 55 NM erreicht bei einer maximalen Tauchtiefe von 50 Meter.
Die Bewaffnung bestand aus zwei Torpedorohren an Bug und Heck mit insgesamt sechs Torpedos. Bis Ende 1914 war eine 3,7-cm-Revolverkanone verbaut, welche ab 1915 durch eine 5-cm-Revolverkanone ersetzt wurde.

## Einsatz und Verbleib
U 4 wurde über die gesamte Kriegsdauer zu Übungszwecken eingesetzt und erzielte daher keine Versenkungserfolge. Das Boot wurde am 27. Januar 1919 aus Liste der Kriegsschiffe gestrichen und 1919 auf der Reichswerft in Kiel abgewrackt.